# Julie Claire
Julie Claire (31 maggio 1974) è un'attrice statunitense.

## Filmografia
| Anno      | Titolo                                        | Ruolo                       | Note                                                           |
| --------- | --------------------------------------------- | --------------------------- | -------------------------------------------------------------- |
| 1992      | Seinfeld                                      | Waitress/Receptionist       | TV series (4 episodes)                                         |
| 1996      | Men Behaving Badly                            | Jenny                       | TV series (1 episode "Jamie's in Love")                        |
| 1997      | Jenny                                         | Female Contestant           | TV series (1 episode "A Girl's Gotta Live in the Real World")  |
| 1998      | Sour Grapes                                   | Matisse                     |                                                                |
| 1998      | That '70s Show                                | Customer #2                 | TV series (1 episode "Eric's Buddy")                           |
| 1999      | 3rd Rock from the Sun                         | Jenny                       | TV series (1 episode "Dick Solomon of the Indiana Solomons")   |
| 1999      | Larry David: Curb Your Enthusiasm             | HBO Production Team         | TV movie                                                       |
| 2000      | Good vs Evil                                  | Alex Peters                 | TV series (1 episode "Renunciation")                           |
| 2000      | Curb Your Enthusiasm                          | Sunglasses Saleswoman       | TV series (1 episode "Beloved Aunt")                           |
| 2001      | All Over the Guy                              | Lizz                        |                                                                |
| 2001      | Lip Service                                   | Manda                       |                                                                |
| 2001      | Girlfriends                                   | Gabby                       | TV series (1 episode "Un-Treatable")                           |
| 2001      | Tutti amano Raymond (Everybody Loves Raymond) | Alexis                      | TV series (1 episode "Ray's Ring")                             |
| 2001      | Mi chiamo Sam (I Am Sam)                      | Starbucks Customer          |                                                                |
| 2001      | I Finnerty (Grounded for Life)                | Lina                        | TV series (3 episodes)                                         |
| 2002      | Nikki                                         | Nurse #2                    | TV series (1 episode "Nikki Can't Wait for Dwight's Birthday") |
| 2002      | Boston Public                                 | A.D.A. Maskell              | TV series (1 episode "Chapter Forty-Four")                     |
| 2002      | Less Than Perfect                             | Receptionist                | TV series (1 episode "Pilot")                                  |
| 2002      | Red Faction II                                | Quill (voice)               | Video game                                                     |
| 2002      | Becker                                        | Sandy                       | TV series (1 episode "The 100th")                              |
| 2003      | Just Shoot Me!                                | Kirsten                     | TV series (1 episode "The Goodbye Girl")                       |
| 2004      | Dr. Vegas                                     | Joanne                      | TV series (1 episode "Out Damned Spot")                        |
| 2005      | Vita da strega (Bewitched)                    | Hillary                     |                                                                |
| 2005      | Nadine in Date Land                           | Magda                       | TV movie                                                       |
| 2005      | Entourage                                     | Carrie Carlson              | TV series (1 episode "An Offer Refused")                       |
| 2005      | The Inside                                    | Tessa St. Clair             | TV series (1 episode "Everything Nice")                        |
| 2005      | Boston Legal                                  | Kiersten Blau               | TV series (1 episode "The Ass Fat Jungle")                     |
| 2006      | Jam                                           | Judy                        |                                                                |
| 2006      | Pepper Dennis                                 | Janice Abruzzi              | TV series (1 episode "True Love Is Dead: Film at Eleven")      |
| 2006      | Day Break                                     | Angela Rondello             | TV series (2 episodes)                                         |
| 2007      | The Grand                                     | Dr. Jamie Sellers           |                                                                |
| 2007      | Curb Your Enthusiasm                          | Iris                        | TV series (1 episode "The TiVo Guy")                           |
| 2007      | Cavemen                                       | Addison                     | TV series (1 episode "Hunters & Gatherers")                    |
| 2007      | Dirt                                          | Cheryl Steen                | TV series (6 episodes)                                         |
| 2008      | Beverly Hills Chihuahua                       | Beverly Hills Store Manager |                                                                |
| 2008      | 'Til Death                                    | Ilene                       | TV series (2 episodes)                                         |
| 2009      | Lipstick Jungle                               | Dr. Susan Kress             | TV series (1 episode "Chapter Nineteen: Lovers' Leaps")        |
| 2009      | NCIS - Unità anticrimine (NCIS)               | Lois Heller                 | TV series (1 episode "Toxic")                                  |
| 2010      | Damages                                       | Gail Sturmer                | TV series (3 episodes)                                         |
| 2010      | Castle                                        | Lisa Jenkins                | TV series (1 episode "Overkill")                               |
| 2010      | 24                                            | Eden Linley                 | TV series (5 episodes)                                         |
| 2011      | Web Therapy                                   | Robin Griner                | TV series (6 episodes)                                         |
| 2011      | CSI: Miami                                    | Tandy King                  | TV series (1 episode "Match Made in Hell")                     |
| 2011      | The Cape                                      | Barbara Morgan              | TV series (1 episode "Tarot")                                  |
| 2011      | How to Make It in America                     | Robin                       | TV series (5 episodes)                                         |
| 2012      | Royal Pains                                   | Anika                       | TV series (1 episode "A Guesthouse Divided")                   |
| 2012      | Bunheads                                      | Anastasia Torres            | TV series (2 episodes)                                         |
| 2013      | Movie 43                                      | Pam                         | Segment "The Catch"                                            |
| 2015-2016 | Devious Maids                                 | Gail Fleming                | Ruolo ricorrente (Stagioni 3-4)                                |
| 2016      | Shameless                                     | Barbara Klifton             | Serie TV (1 episodio)                                          |
| 2016      | American Horror Story: Roanoke                | Stephanie Holder            | Serie TV (1 episodio)                                          |

## Doppiatrici italiane
Nelle versioni in italiano delle opere in cui ha recitato, Julie Claire è stata doppiata da:
- Sabrina Duranti in Til Death, Web Therapy, Comic Movie
- Alessandra Korompay in Castle, CSI: Miami
- Francesca Fiorentini in 24, Devious Maids - Panni sporchi a Beverly Hills
- Francesca Guadagno in Dirt
- Elena Canone in Scandal
- Daniela Abbruzzese in Bloodline
- Nunzia Di Somma in Royal Pains
- Irene Di Valmo in 9-1-1